# Mali Lošinj
Mali Lošinj je mesto (tudi enota lokalne samouprave - hrv. Grad Mali Lošinj), upravno središče in pristanišče na otoku Lošinj, del Primorsko-goranske županije na Hrvaškem. Upravno območje mesta, ki vključuje tudi južni del otoka Cres, otoka Unije in Susak ter in ostala manjša naselja na Lošinju, vključno z Velim Lošinjem, ima skupaj več kot 8.000 prebivalcev, pa tudi Mali Lošinj sam je največje naselje na njem, saj v njem živi večina prebivalstva otoka.
Stari del mesta leži na koncu dobro zaščitenega amfiteatralnega zaliva. Novi deli mesta pa so zgrajeni vzdolž pobočij jugozahodne in jugovzhodne obale in okoli zaliva Čikat, oddaljenega okoli 1,5 kilometra zahodno od mesta.

## Zgodovina
Mali Lošinj se prvič omenja 1388 pod imenom "Malo Selo". Stanovanjske hiše starega mestnega predela so razmeščene kot vrtne hiše, okoli katerih so bujni mediteranski vrtovi. Hiše iz tega obdobja imajo stilne katakteristike poznega baroka. Cerkvi sv. Martina in župnjiska cerkev sta iz 15. stoletja. Koncem 18. in v 19. stoletju se je kraj intezivno razvijal (trgovina, ladjedelnica, tovarna ribjih konzerv, navtična šola). Po propadu beneške republike je na otoku zavladala Avstro-ogrska monarhija. Po letu 1918 je bil Lošinj vse do 1943 pod italijansko okupacijo. Po vmesni nemški okupaciji je bil dokončno osvobojen 20.4.1945.

## Klima
Izrazito obmorski karakter vpliva na blago in uravnoteženo podnebje, kar so spoznali že leta 1892, ko so M.Lošinj razglasili za klimatsko zdravilišče. Zaradi položaja M. Lošinja v zaprtem pristanišču in borovovega gozda v predulu Čikat je sprehajanje skozi ta kraj mogoč tudi med najmočnejšo burjo. Povprečna januarska temperatura je 7,4 °C. Letno pade okoli 1020 mm dežja, največ v jesenskih mesecih.

## Izleti
- Telegraf, vzpetina nad mestom (108 m)
- Sv. Ivan, cerkev in razgledišče (231 m)
- Televrina, najvišji vrh (588 m)
- Veli Lošinj
- Osor
- Nerezine
- Susak
- Unije
- Ilovik
- Cres

## Demografija
| Pregled števila prebivalcev po letih | Pregled števila prebivalcev po letih | Pregled števila prebivalcev po letih | Pregled števila prebivalcev po letih | Pregled števila prebivalcev po letih | Pregled števila prebivalcev po letih | Pregled števila prebivalcev po letih | Pregled števila prebivalcev po letih | Pregled števila prebivalcev po letih | Pregled števila prebivalcev po letih | Pregled števila prebivalcev po letih | Pregled števila prebivalcev po letih | Pregled števila prebivalcev po letih | Pregled števila prebivalcev po letih | Pregled števila prebivalcev po letih |
| ------------------------------------ | ------------------------------------ | ------------------------------------ | ------------------------------------ | ------------------------------------ | ------------------------------------ | ------------------------------------ | ------------------------------------ | ------------------------------------ | ------------------------------------ | ------------------------------------ | ------------------------------------ | ------------------------------------ | ------------------------------------ | ------------------------------------ |
| 1857                                 | 1869                                 | 1880                                 | 1890                                 | 1900                                 | 1910                                 | 1921                                 | 1931                                 | 1948                                 | 1953                                 | 1961                                 | 1971                                 | 1981                                 | 1991                                 | 2001                                 |
| 5626                                 | 5658                                 | 5603                                 | 4975                                 | 4689                                 | 5530                                 | 4132                                 | 4014                                 | 2908                                 | 3247                                 | 3882                                 | 4278                                 | 5244                                 | 6566                                 | 6296                                 |